# Burgstall Hohenburg (Soyen)
Der Burgstall Hohenburg, auch Hochenburg genannt, ist eine abgegangene Höhenburg in 543 m ü. NHN hoher Gipfellage nördlich von Rieden 80 Meter über dem Inn bei Hohenburg, Ortsteile der Gemeinde Soyen im Landkreis Rosenheim in Bayern. Die Anlage ist unter der Aktennummer D-1-87-176-4 als denkmalgeschütztes Baudenkmal von Hohenburg verzeichnet. Ebenso wird sie als Bodendenkmal unter der Aktennummer D-1-7939-0059 im Bayernatlas als „Burgstall des Mittelalters und der frühen Neuzeit ("Hohenburg")“ geführt.

## Geschichte

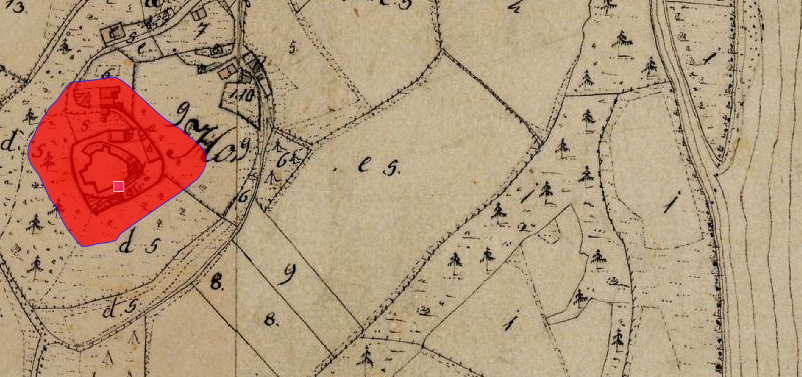
Lageplan von Burgstall Hohenburg (Soyen) auf dem Urkataster von Bayern

Mauerreste von Burgstall Hohenburg (Soyen) (2020)

Die erste Erwähnung einer Burganlage erfolgte 956/57 als „in loco Hohinpurch“.
Die mittelalterliche Burg wurde von den Grafen von Hohenburg während des 12. Jahrhunderts erbaut. Nach dem Aussterben der Hohenburger kam die Burg 1175 über dem Erbweg an die Grafen von Frontenhausen. Als auch diese Grafenfamilie mit dem Regensburger Bischof Konrad IV. von Frontenhausen ausstarb, ging die Burg 1226 in den Besitz des Bistums Regensburg über. Dieses gab die Burg als Lehen 1234 an Konrad von Wasserburg weiter, ab 1247 waren die Herren von Aschau die Lehensträger. Anschließend folgten zwischen 1304 und 1566 die Grafen von Fraunberg zu Haag als Lehensträger. 1566 wurde das Herzogtum Bayern Besitzer der Burg, sie wurde als Pflegamtssitz genutzt. Danach war die Burg anscheinend ruinös, denn Philipp Apian schreibt 1568: „Castrum pervetustum et ruinosum in colle…“
1380 wurde die dem heiligen Nikolaus geweihte Burgkapelle neu errichtet, im Zeitraum zwischen 14. und 15. Jahrhundert fand eine Erweiterung der Befestigungsanlagen der Burg statt, so wurde ein äußerer Zwinger errichtet.
1648 wurde die Burg im Zuge des Dreißigjährigen Krieges durch schwedische Truppen zerstört und in den folgenden Jahren wieder aufgebaut.
1804 wurde die Burg bis auf wenige Mauerreste abgebrochen.